# Leucauge pinarensis
Leucauge pinarensis este o specie de păianjeni din genul Leucauge, familia Tetragnathidae. A fost descrisă pentru prima dată de Franganillo, 1930.
Este endemică în Cuba. Conform Catalogue of Life specia Leucauge pinarensis nu are subspecii cunoscute.